# Atrobucca brevis
Atrobucca brevis är en fiskart som beskrevs av Sasaki och Kailola, 1988. Atrobucca brevis ingår i släktet Atrobucca och familjen havsgösfiskar. Inga underarter finns listade.